# Fåborg Provsti
Fåborg Provsti er et provsti i Fyens Stift. Provstiet lå før 2007 i de tidligere kommuner Broby, Faaborg, Haarby, Ringe og Tommerup Kommuner. Sognene fra den tidligere Haarby Kommune er nu del af Assens Provsti og kommune, og de resterende er nu dele af Faaborg-Midtfyn Kommune.
Fåborg Provsti består af 18 sogne med 19 kirker, fordelt på 9 pastorater.

## Pastorater
| Pastorater i Fåborg Provsti                   | Pastorater i Fåborg Provsti          | Pastorater i Fåborg Provsti                |
| --------------------------------------------- | ------------------------------------ | ------------------------------------------ |
| Brahetrolleborg-Krarup-Øster Hæsinge Pastorat | Fåborg-Diernæs-Lyø-Avernakø Pastorat | Horne Pastorat                             |
| Jordløse-Håstrup Pastorat                     | Nørre Broby Pastorat                 | Sønder Broby-Allested-Vejle Pastorat       |
| Svanninge Pastorat                            | Vester Åby-Åstrup Pastorat           | Vester Hæsinge-Sandholts Lyndelse Pastorat |

## Sogne
| Sogne i Fåborg Provsti | Sogne i Fåborg Provsti  | Sogne i Fåborg Provsti |
| ---------------------- | ----------------------- | ---------------------- |
| Allested Sogn          | Avernakø Sogn           | Brahetrolleborg Sogn   |
| Diernæs Sogn           | Fåborg Sogn             | Horne Sogn             |
| Håstrup Sogn           | Krarup Sogn             | Lyø Sogn               |
| Nørre Broby Sogn       | Sandholts Lyndelse Sogn | Svanninge Sogn         |
| Sønder Broby Sogn      | Vejle Sogn              | Vester Hæsinge Sogn    |
| Vester Åby Sogn        | Øster Hæsinge Sogn      | Åstrup Sogn            |